# Rosenborg Ballklub 2007
Questa voce raccoglie le informazioni riguardanti il Rosenborg Ballklub nelle competizioni ufficiali della stagione 2007.

## Rosa
| N. |                           | Ruolo | Calciatore           |
| -- | ------------------------- | ----- | -------------------- |
| 2  | Finlandia (bandiera)      | D     | Miika Koppinen       |
| 4  | Svezia (bandiera)         | D     | Fredrik Stoor        |
| 5  | Norvegia (bandiera)       | D     | Christer Basma       |
| 6  | Norvegia (bandiera)       | C     | Roar Strand          |
| 7  | Burkina Faso (bandiera)   | A     | Yssouf Koné          |
| 8  | Costa d'Avorio (bandiera) | A     | Didier Ya Konan      |
| 10 | Norvegia (bandiera)       | D     | Vidar Riseth         |
| 13 | Canada (bandiera)         | P     | Lars Hirschfeld      |
| 14 | Norvegia (bandiera)       | A     | Steffen Iversen      |
| 15 | Norvegia (bandiera)       | C     | Per Ciljan Skjelbred |
| 16 | Norvegia (bandiera)       | D     | Thomas Valø          |
| 17 | Norvegia (bandiera)       | A     | Øyvind Storflor      |

| N. |                           | Ruolo | Calciatore            |
| -- | ------------------------- | ----- | --------------------- |
| 18 | Uruguay (bandiera)        | D     | Alejandro Lago        |
| 19 | Norvegia (bandiera)       | C     | Alexander Tettey      |
| 20 | Costa d'Avorio (bandiera) | C     | Abdou Razack Traoré   |
| 21 | Norvegia (bandiera)       | A     | Jo Sondre Aas         |
| 22 | Norvegia (bandiera)       | D     | Andreas Nordvik       |
| 23 | Norvegia (bandiera)       | A     | Michael Jamtfall      |
| 25 | Norvegia (bandiera)       | C     | Daniel Braaten        |
| 26 | Norvegia (bandiera)       | D     | Bjørn Tore Kvarme     |
| 27 | Norvegia (bandiera)       | C     | Marek Sapara          |
| 28 | Norvegia (bandiera)       | P     | Alexander Lund Hansen |
| 29 | Norvegia (bandiera)       | C     | Albert Berbatovci     |
| 33 | Svezia (bandiera)         | D     | Mikael Dorsin         |

## Risultati

### Campionato

#### Girone di andata
| Arbitro: | Olsen (Kristiansand) |

|          |           |            |
| Ijeh 32’ | Marcatori | 81’ Sapara |

| Arbitro: | Sælen (Bergen) |

|                                           |           |                                  |
| Skjelbred 27’ Iversen 42’, 56’ Tettey 90’ | Marcatori | 24’, 33’ Bernier 40’ (rig.) Årst |

| Arbitro: | Berntsen (Vang) |

|                            |           |              |
| Gunnarsson 59’, 83’ (rig.) | Marcatori | 17’ Koppinen |

| Arbitro: | Øvrebø (Oslo) |

|                              |           |  |
| Sapara 37’, 42’ Koppinen 90’ | Marcatori |  |

| Arbitro: | Skjerven (Kaupanger) |

|                      |           |                    |
| Berre 35’ Wæhler 48’ | Marcatori | 80’ (rig.) Iversen |

| Arbitro: | Hauge (Bergen) |

|                    |           |                   |
| Iversen 20’ (rig.) | Marcatori | 57’ Ohr 59’ Deila |

| Arbitro: | Berntsen (Vang) |

|                                       |           |         |
| Konan 7’, 45’ Braaten 42’ Iversen 70’ | Marcatori | 75’ Lie |

| Arbitro: | Berntsen (Vang) |

|                    |           |                       |
| Knarvik 60’ (rig.) | Marcatori | 42’ Konan 49’ Iversen |

| Arbitro: | Sandmoen |

|              |           |                 |
| Koppinen 37’ | Marcatori | 62’ Elyounoussi |

| Arbitro: | Staberg |

|                    |           |                         |
| Nilsson 21’ (rig.) | Marcatori | 52’ Skjelbred 58’ Konan |

| Arbitro: | Berntsen (Vang) |

|              |           |            |
| Storflor 45’ | Marcatori | 78’ Occean |

| Arbitro: | Staberg |

|               |           |            |
| Obasi 8’, 75’ | Marcatori | 81’ Sapara |

| Arbitro: | Staberg |

|                         |           |                      |
| Iversen 56’ Braaten 62’ | Marcatori | 47’ Aubynn 90’ Brown |

#### Girone di ritorno
| Arbitro: | Øvrebø (Oslo) |

|                                 |           |                     |
| Konan 22’, 87’ Iversen 50’, 82’ | Marcatori | 86’, 90’ Sigurðsson |

| Arbitro: | Sælen (Bergen) |

|                    |           |            |
| Moldskred 16’, 34’ | Marcatori | 82’ Tettey |

| Arbitro: | Berntsen (Vang) |

|                                          |           |  |
| Iversen 28’ (rig.) Koppinen 45’ Koné 89’ | Marcatori |  |

| Arbitro: | Olsen (Kristiansand) |

|                            |           |                       |
| Winters 18’, 45’ Bakke 69’ | Marcatori | 73’ Traoré 86’ Riseth |

| Arbitro: | Skjerven (Kaupanger) |

|                     |           |  |
| Tettey 36’ Koné 59’ | Marcatori |  |

| Arbitro: | Øvrebø (Oslo) |

|               |           |          |
| Bergdølmo 77’ | Marcatori | 20’ Koné |

| Arbitro: | Berntsen (Vang) |

|                      |           |            |
| Hulsker 11’ Årst 65’ | Marcatori | 13’ Dorsin |

| Arbitro: | Helgerud (Lier) |

|                     |           |  |
| Strand 59’ Koné 81’ | Marcatori |  |

| Arbitro: | Moen (Haugesund) |

|                                               |           |                              |
| Gashi 21’, 45’ Elyounoussi 31’ Jóhannsson 49’ | Marcatori | 40’, 67’ (rig.), 90’ Iversen |

| Arbitro: | Staberg |

|                                 |           |             |
| Koné 42’, 45’ (rig.) Tettey 62’ | Marcatori | 78’ Pospěch |

| Arbitro: | Øvrebø (Oslo) |

|                                                  |           |                 |
| Andresen 24’ Søgård 45’ Brenne 49’ Myklebust 78’ | Marcatori | 36’ (rig.) Koné |

| Arbitro: | Staberg |

|                                |           |  |
| Koné 26’ Strand 36’ Sapara 90’ | Marcatori |  |

| Arbitro: | Sælen (Bergen) |

|                    |           |                     |
| Koppinen 6’ (rig.) | Marcatori | 33’ Koné 72’ Sapara |

### Coppa di Norvegia
| Arbitro: | Henrikø |

|                   |           |                                                   |
| Borkmo 89’ (rig.) | Marcatori | 23’, 33’ Sapara 51’ Storflor 64’, 86’ (rig.) Koné |

| Arbitro: | Jakobsen |

|                                |           |                                       |
| Singsdal 19’ Snekvik 46’, 116’ | Marcatori | 17’, 120’ Konan 54’ Strand 95’ Tettey |

| Arbitro: | Edvartsen (Hamar) |

|  |           |                         |
|  | Marcatori | 95’ Iversen 108’ Sapara |

| Arbitro: | Sandmoen |

|          |           |                         |
| Konan 2’ | Marcatori | 61’ Fevang 90’ Sørensen |

### Champions League
| Arbitro: | Gumienny |

|            |           |                                 |
| Kuchma 26’ | Marcatori | 3’, 61’ Koné 56’ (rig.) Iversen |

| Arbitro: | Courtney |

|                                                         |           |             |
| Koné 1’, 33’ Iversen 7’ Traoré 17’, 50’, 53’ Sapara 62’ | Marcatori | 22’ Suchkov |

| Arbitro: | Proença |

|  |           |                            |
|  | Marcatori | 19’ Koppinen 20’, 81’ Koné |

| Arbitro: | Hamer |

|                      |           |  |
| Sapara 45’ Konan 48’ | Marcatori |  |

| Arbitro: | Duhamel |

|              |           |              |
| Ševčenko 63’ | Marcatori | 24’ Koppinen |

| Arbitro: | Gilewski |

|  |           |                       |
|  | Marcatori | 62’ Jones 89’ Kurányi |

| Arbitro: | Thomson |

|                    |           |  |
| Koné 7’ Riseth 61’ | Marcatori |  |

| Arbitro: | Yefet |

|  |           |                  |
|  | Marcatori | 31’, 58’ Iversen |

| Arbitro: | Benquerença |

|  |           |                                     |
|  | Marcatori | 8’, 20’ Drogba 40’ Alex 73’ J. Cole |

| Arbitro: | Riley |

|                                     |           |          |
| Asamoah 12’ Rafinha 19’ Kurányi 36’ | Marcatori | 23’ Koné |

### Coppa UEFA
| Arbitro: | Clattenburg |

|  |           |          |
|  | Marcatori | 16’ Mutu |

| Arbitro: | Čeferin |

|                        |           |          |
| Liverani 38’ Cacia 81’ | Marcatori | 88’ Koné |